# Hamme (Bochum)

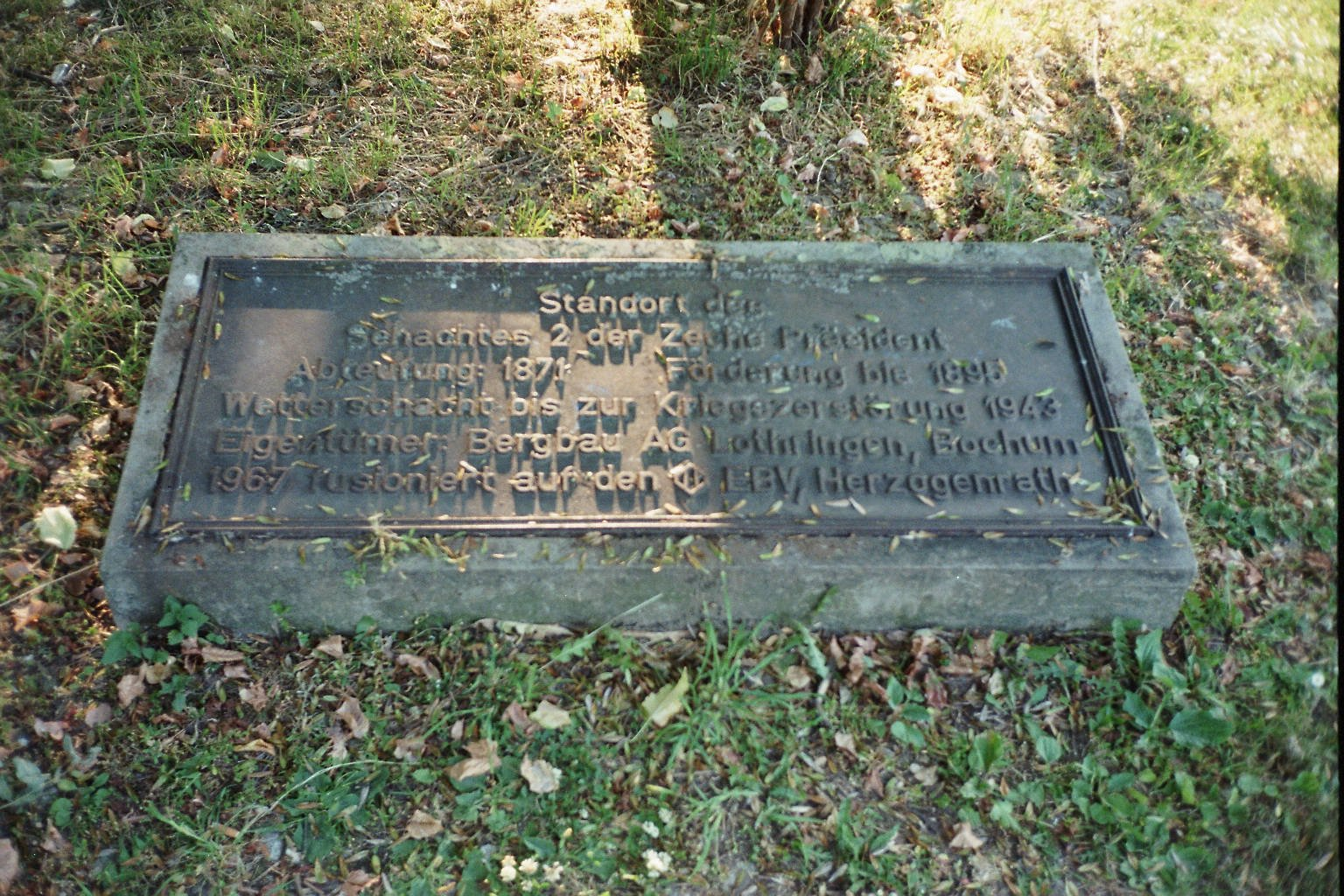
Gedenktafel für Schacht II der Zeche Präsident an der Hofsteder Straße

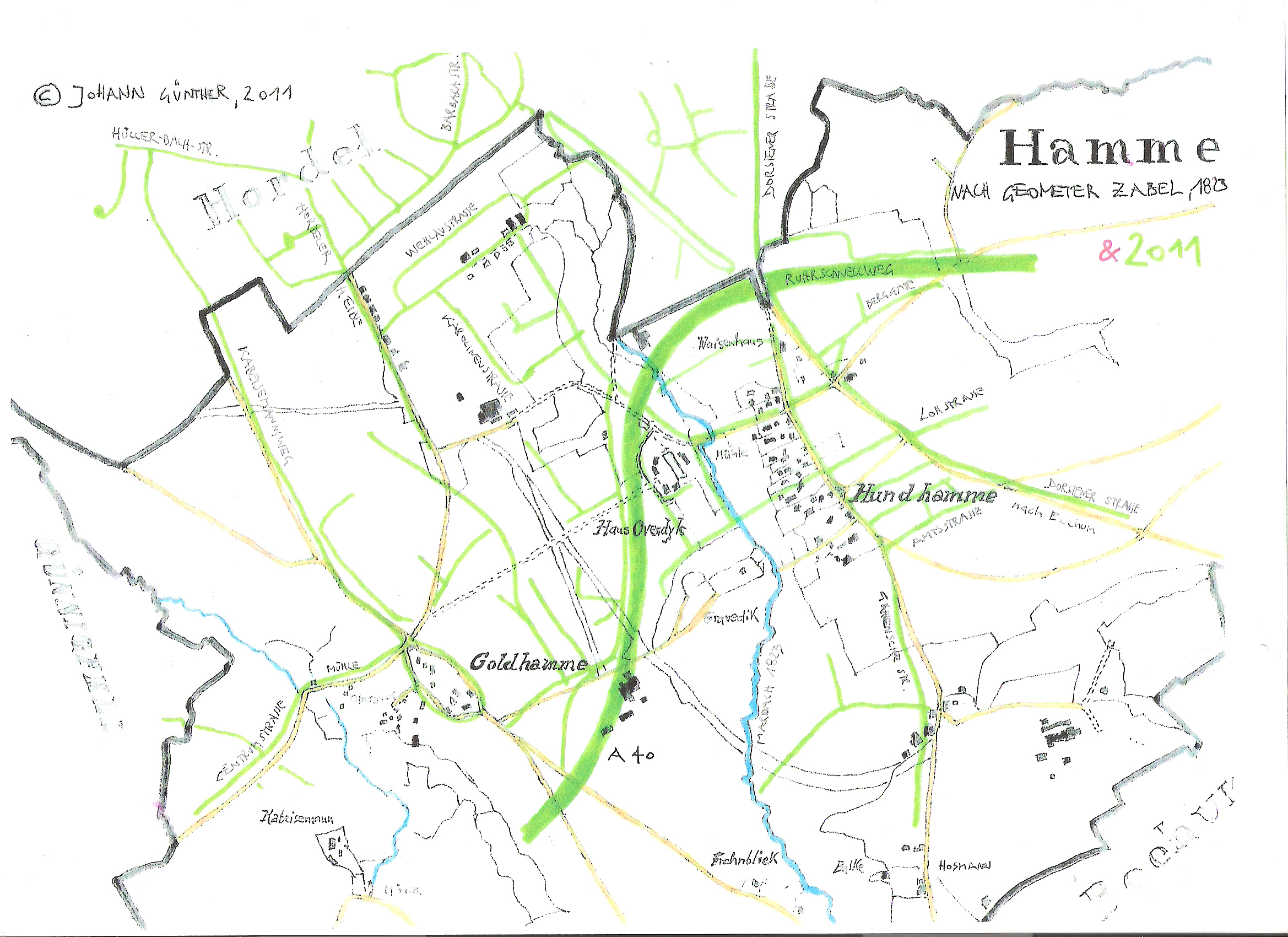
Hamme (Bochum) 1823 nach Geometer Zabel und aktuell (2011)

Hamme ist ein mittelgroßer Stadtteil in Bochum-Mitte, der im Nordwesten unmittelbar an die Innenstadt angrenzt.

## Quartiere
Innerhalb von Hamme liegt die sogenannte Speckschweiz, ein Altbauviertel zwischen der Grünanlage Schmechtingwiesen und dem Bahnhof Hamme. Das Viertel zieht zunehmend Studenten, Kreative und junge Familien an. Durch die Nähe zum Kortländerkiez und die zentrale Lage erfährt dieser Teil von Hamme seit einigen Jahren eine geringe Aufwertung.
Der Herkunft des Namens Speckschweiz ist nicht gesichert. Eine Variante ist, dass die grüne, leicht hügelige Landschaft der Schmechtingswiesen mit dem ehemaligen Bachlauf als romantischen Name im Volksmund „Schweiz“ genannt wurde (siehe auch das Bochumer Zillertal und die Elfringhauser Schweiz). Der Zusatz „Speck“ kam vielleicht von dem dort damals liegenden Schlachthof (heute Geländes des Deutschen Bergbau-Museums). Der Name als lokale Bezeichnung für die Wohngegend ist schon ab 1927 bekannt und auch als Name des Fußballplatz bzw. der Fußballmannschaft war vor dem Zweiten Weltkrieg schon geläufig. In der Chronik des Heimatkundlers Darpe von 1888–1894 finde der Name Speckschweiz (es war aber auch vor der Errichtung des Quartiers) keine Verwendung.

## Geschichte
Der Ort, an dem das spätere Hamme entstand, war in germanischer Zeit Siedlungsgebiet des Stammes der Brukterer. Diese verloren es im Laufe des 7. Jahrhunderts an die von Norden einfallenden Sachsen. Nach langwierigen Kämpfen konnten die Franken unter Karl dem Großen die Sachsen – auch die des alten Brukterer-Gaus – unterwerfen und befrieden. Die Christianisierung begann im Jahre 802 mit der Gründung des Klosters Werden.
Wie im gesamten Land üblich, war auch in Hamme bis weit in das 18. Jahrhundert hinein der örtliche Galgen im Gebrauch. Der Galgenplatz lag an der Maarbrücke:

„… im vorüberfließenden Maarbach wurden die Kindesmörderinnen in einem Sacke, den die armen Opfer erst selbst nähen mußten, ertränkt.“

Im Jahre 1798 ergab eine Personenstandsaufnahme im Oberamt Bochum für die Landgemeinde Hamme
1. in der Bauerschaft: 45 Häuser und 46 Familien mit 47 Männern, 52 Frauen, 51 Söhnen, 44 Töchtern, 28 Dienstleuten = 222 Personen,
2. im adeligen Haus Overdiek: 1 Haus und 1 Familie mit 1 Mann, 1 Frau, 5 Söhnen, 1 Tochter, 8 Mägden, 8 Knechten = 24 Personen,
3. im adeligen Eigentum: 10 Häuser und 9 Familien mit 10 Männern, 10 Frauen, 6 Söhnen, 5 Töchtern, keinen Dienstleuten = 31 Personen.

Somit ergab sich für die Gemeinde Hamme im Jahre 1798 eine Personenzahl von 277.

Im Gebiet von Hamme waren bis weit in das 19. Jahrhundert hinein die Namen Hundhamme und Goldhamme gebräuchlich und in amtlichen Urkunden und auf amtlichen Karten nachweisbar. Das alte Grundbuch – die Landesaufnahme von 1670–1688 im Amte Bochum – nennt Gold- und Hundhamme. Noch die Karte des Parcellar-Katasters der Gemeinde Hamme des Jahres 1823 und die Urmesstischblätter 1839–1842 zeigen diese Zweiteilung.
Gold- und Hundhamme waren auch räumlich voneinander getrennt. Das westlich gelegene Goldhamme hatte seinen Kern am Oval, das die heutigen Straßen Balkehof und Kabeisemannsweg an der Anbindung Centrumstraße bilden. Die Besiedlung des größeren Hundhamme erfolgte im Wesentlichen westlich der heutigen Gahlenschen Straße im Bereich zwischen Overdyker Straße und Prinzenstraße.
Einige Spuren dieser alten Zeit sind im Straßenbild deutlich wahrnehmbar. In Höhe des Hauses Gahlensche Straße Nr. 188 ist ein Architekturensemble erhalten geblieben. Im Bereich der Von-der Recke-Straße Nr. 25 finden sich in zweiter Reihe Häuser der alten Zeit, als der Straßenverlauf noch ein anderer war. Eine Hofraumausbildung westlich der Gahlenschen Straße gegenüber der Einmündung Reichsstraße verdeutlicht noch die alten Ortsstrukturen.
Westlich des Siedlungsschwerpunktes von Hundhamme, westlich des Marbachs und westlich der heutigen Straße Am Hangenden, Höhe Overdyker Straße lag der Adelssitz Haus Overdyck.
In Hamme, genauer in der Zeche Präsident (Betrieb von 1844 bis 1943, zerstört durch Luftangriff), wurde erstmals im westfälischen Ruhrgebiet das Deckgebirge des Mergels über den Steinkohle führenden Flözen mit einem Tiefbauschacht überwunden. Das Gelände ist heute der Gewerbepark Präsident. Ein zweiter Schacht wurde unmittelbar hinter der Grenze auf Bochumer Stadtgebiet angelegt. Es war einer der wenigen Bergbauschächte im „alten“ Bochum vor den Eingemeindungen von 1904. Auf dem Gelände der Schachtanlage wurde ein Park angelegt. Eine Gedenktafel erinnert heute noch an den Schacht.
Der Ausbau der 1847 abgeteuften Zeche Carolinenglück besetzte die Freifläche zwischen Gold- und Hundhamme und verband letztlich beide zu „Hamme“. Goldhamme hat mit den Jahren seinen Schwerpunkt nach Südosten verlegt und findet sich auch als Straßenname wieder. Hundhamme ist längst nicht mehr in Gebrauch und selbst der eingeborenen Bevölkerung seit vielen Jahren kein Begriff mehr.

Werbung für die letzte Veranstaltung auf der Rennbahn am Freudenberg

Die Rennbahn am Freudenberg, eine Radrennbahn, wurde von 1888 bis 1903 betrieben. Es war eine der ersten Radrennbahnen in Westfalen.
Am 1. April 1904 wurde Hamme nach Bochum eingemeindet. Die spätere Autobahnkirche Epiphanias-Kirche wurde am 2. Februar 1930 eingeweiht.
Nach dem Ende der Steinkohlenära in den 1960er war der Bochumer Schlachthof einer der wichtigsten in Hamme ansässigen Wirtschaftsbetriebe. Architekt war Walter Frese. Er wurde am 25. Juli 1929 in Betrieb genommen und galt als modernste Anlage in Westdeutschland.
1977 inszenierte der damalige Bochumer Theaterintendant Peter Zadek in Hamme in einer ehemaligen Fabrikhalle das Stück Hamlet in Hamme in voller Länge von sechs Stunden unter anderen mit Ulrich Wildgruber, Ilse Ritter, Eva Mattes, Hermann Lause, Rosel Zech und Magdalena Montezuma. Diese Fabrikhalle wurde später vom Schauspielhaus Bochum als Malersaal und Lager verwendet. Sie brannte in den 1990er Jahren völlig aus. Seine Hamlet-Version war übersetzt von ihm und Gottfried Greiffenhagen nach August Wilhelm Schlegel und Johann Joachim Eschenburg. Damit wurde der Name dieses Stadtteils auch literarisch bekannt.

## Bevölkerung
Am 31. Dezember 2024 lebten 15.775 Einwohner in Hamme.
Strukturdaten der Bevölkerung in Hamme:
- Minderjährigenquote: 16,1 % [Bochumer Durchschnitt: 15,2 % (2024)]
- Altenquote (60 Jahre und älter): 20,8 % [Bochumer Durchschnitt: 29,3 % (2024)]
- Ausländeranteil: 26,6 % [Bochumer Durchschnitt: 17,0 % (2024)]
- Arbeitslosenquote: 11,7 % [Bochumer Durchschnitt: 8,9 % (2017)]

## Infrastruktur

### Verkehr

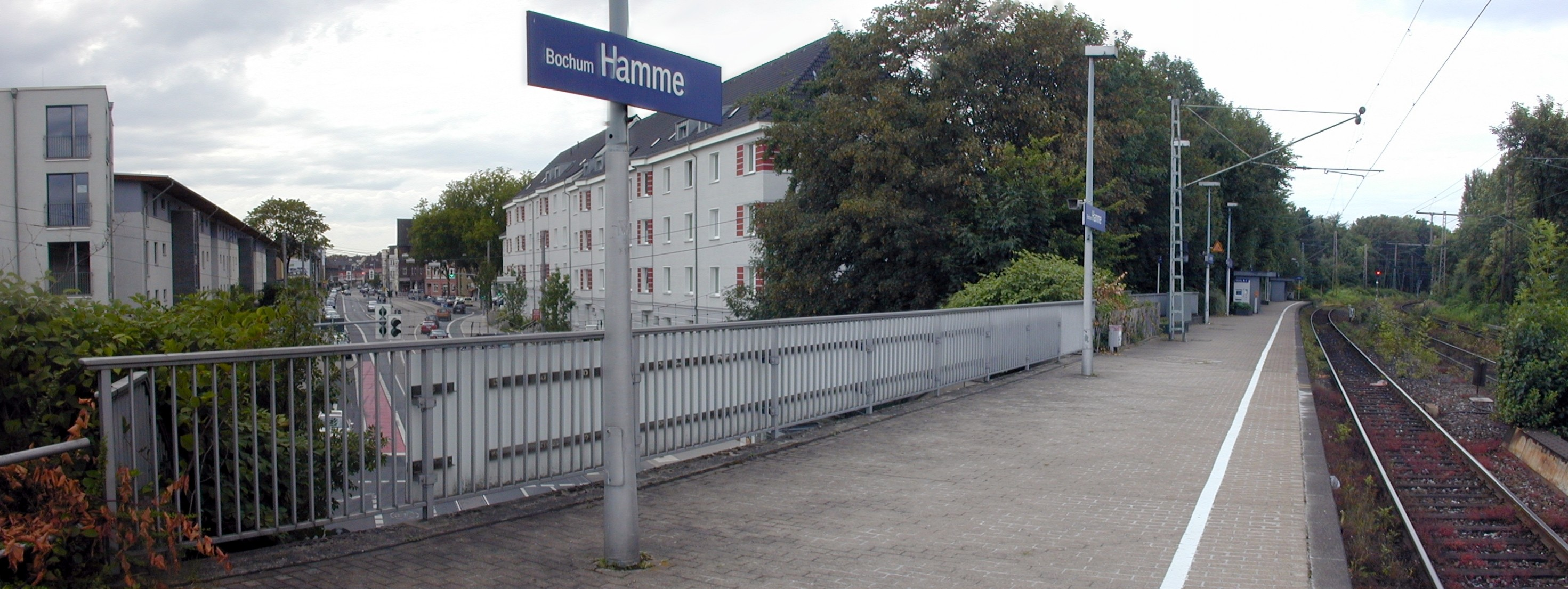
Bahnhof Bochum-Hamme

Durch den Stadtteil führt die Dorstener Straße (B 226), eine der neun Hauptausfallstraßen Bochums. Ihr Name stammt aus der Zeit der frühen Industrialisierung. Sie bildete die Verlängerung der Gahlensche Kohlenstraße und diente dem Transport der an der Ruhr geförderten Steinkohle in Richtung Norden. Die Dorstener Straße war eine der ersten befestigten Straßen des mittleren Ruhrgebietes. Sie führte ab Bochum durch das damals schwach besiedelte Gebiet des Emscherbruches und traf erst bei Dorsten wieder auf eine größere Ansiedlung. Mit dem Abteufen neuer Zechen nördlich von Bochum zum Ende des 19. Jahrhunderts sind die unbedeutenden Dörfer Wanne und Eickel im Bereich der Emscher stark gewachsen und die Dörfer sind 1926 als kreisfreie Stadt Wanne-Eickel zusammengelegt worden. 1975 wurde Wanne-Eickel durch das Ruhrgebiet-Gesetz nach Herne eingemeindet. Diese Stadtteile kann man über die Dorstener Straße erreichen. Im Norden von Hamme verläuft quer zur Dorstener Straße die Bundesautobahn 40 (Dortmund – Venlo), welche als Ruhrschnellweg die wichtigste Ost-West-Verbindung der Region darstellt. Hamme hat zur vorgenannten Autobahn eine Anschlussstelle.
Auf der Dorstener Straße verkehren die Straßenbahnlinien 306 und 316 der Bochum-Gelsenkirchener Straßenbahnen AG und die Omnibuslinien 352 und 368. Die Linien 306, 316 und 368 verkehren von der Bochumer Innenstadt zum Hauptbahnhof Wanne-Eickel. Die Linie 352 verbindet die Speckschweiz, Hamme und Goldhamme miteinander und fährt weiter nach Weitmar und Eppendorf. In Goldhamme fährt auch die Linie 302, die Langendreer mit Gelsenkirchen-Buer verbindet sowie in der Nähe der Speckschweiz die U35 CampusLinie an der Haltestelle Feldsieper Straße.
Die Haltestellen Hamme Kirche und Amtsstraße befinden sich im Zentrum von Hamme. Diese werden von den Straßenbahnlinien 306 und 316 sowie den Buslinien 352, 368 und dem NachtExpress NE 1 bedient. Die Linie 352 ist im Auftrag der BOGESTRA unterwegs. Die Haltestelle Amtsstraße ist in der Nähe des Bahnhofs Bochum-Hamme.
| Linie | Verlauf | Takt                                                                 |
| ----- | --- | -------------------------------------------------------------------- |
| 306   | Wanne-Eickel Hbf – Eickel Kirche – Eickel Auf der Wenge – Bochum-Hofstede – Bochum-Hamme Amtsstr. – Bochum Rathaus – U Bochum Hbf                                                                                      | 15 min                                                               |
| 316   | Wanne-Eickel Hbf – Eickel Kirche – Eickel Auf der Wenge – Bochum-Hofstede – Hamme Amtsstr. – Bochum Rathaus – U Bochum Hbf – U Planetarium – Vonovia Ruhrstadion – Harpen – Gerthe Heinrichstr.                        | 15 min (zur HVZ)                                                     |
| 352   | Bochum-Hofstede – Feldsieper Str. – Hamme – Stahlhausen Wattenscheider Str. – Eppendorf Mitte – Narzissenstr. | 60 min                                                               |
| 368   | Wanne-Eickel Hbf − Eickeler Bruch – Röhlinghausen – Bochum-Hordel – Hamme – BO Präsident Bf – Bochum Rathaus – Bochum Hbf – Lohring – Altenbochum – Kornharpen – Ruhr-Park/UCI                                         | 15/30 min (Ruhr Park/Bochum Hbf–Hordel) 30 min (Hordel–Wanne-Eickel) |
| NE1   | Bochum Hbf → Bochum Rathaus → Bochum West Bf → Bochum-Ehrenfeld → Bochum-Wattenscheid-Mitte, August-Bebel-Platz → Bochum-Hordel → Bochum-Hamme Amtsstr. → Feldsieper Str. → Bochum-Grumme, Vierhausstraße → Bochum Hbf | 60 min                                                               |

Der Haltepunkt Bochum-Hamme liegt am östlichen Rand des Stadtteils an der Bahnstrecke Bochum–Gelsenkirchen und wird von der Glückauf-Bahn (Regionalbahnlinie 46) Gelsenkirchen–Bochum bedient. Nach Beendigung von Bauarbeiten fährt der Vest-Ruhr-Express ohne Halt durch. Kurz vor Hamme wird die Strecke für den Personenverkehr eingleisig, die beiden anderen Gleise werden nur für den Güterverkehr genutzt.
| Linie | Verlauf | Takt                                              |
| ----- | --- | ------------------------------------------------- |
| RB 46 | Glückauf-Bahn: Gelsenkirchen Hbf – Wanne-Eickel Hbf – Bochum-Riemke – Bochum-Hamme – Bochum West – Bochum Hbf Stand: Fahrplanwechsel Dezember 2021 | 30 min (wochentags) 60 min (Wochenende/Feiertage) |

### Bauwerke

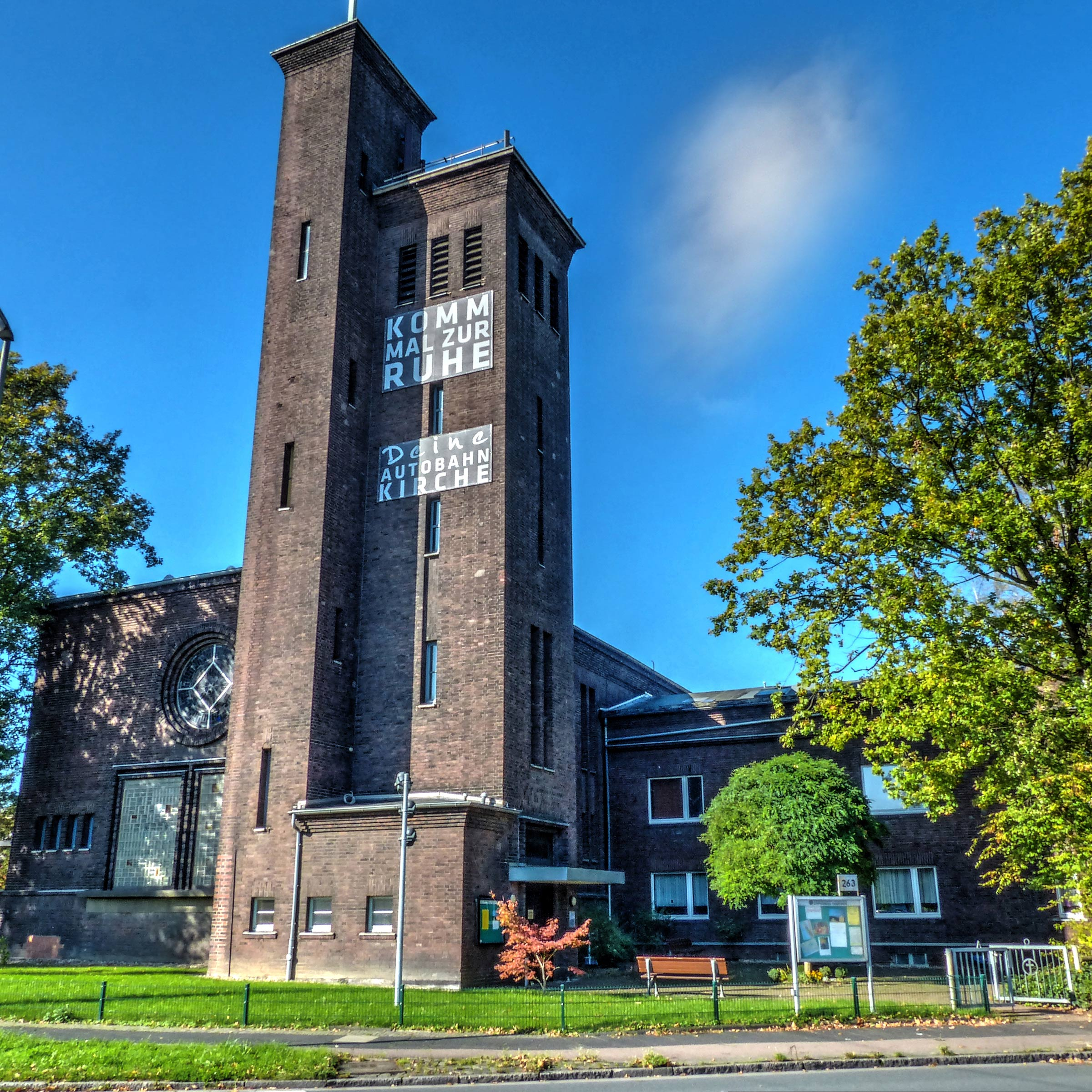
Die Autobahnkirche an der A 40

Zu den Kirchen zählt die denkmalgeschützte Herz-Jesu-Kirche. Die Notkirche an der Amtsstraße ist mit dem Baukastensystem von Otto Bartning errichtet und eine der letzten ihrer Art in Westfalen. Die Epiphaniaskirche, seit 2010 eine Autobahnkirche erklärt, ist bisher die einzige von 45 Autobahnkirchen- und Kapellen in einem Ballungsgebiet. Die Kirche wurde 2011 in die Route der Industriekultur aufgenommen.
Neben dem markanten Bunker an der Zechenstraße befinden sich unter dem Amtsplatz und an der Westhoffstraße zwei der fünf ehemaligen Tiefbunker in Bochum.